# Otto Mehlen
 Otto Mehlen (* 18. September 1807 in Neuendeich, Uetersen; † 27. Januar 1877 in Uetersen) war ein deutscher Kapitän und Grönlandfahrer.

## Leben
Otto Mehlen war ein Uetersener „Original“ und fuhr von 1836 bis 1854 als „Grönlandfahrer“ von Hamburg aus zur See. Er kommandierte von 1836 bis 1838 die Brigg Hoffnung. Die Hoffnung war 68 Kommerzlast groß und trug die Flaggennummer 136. Sie war 1780 in Sonderburg gebaut und 1800 rekonstruiert worden. Als Grönlandfahrer hatte sie 38 bis 45 Mann Besatzung. Von 1831 bis 1837 war ihr Reeder Peter Heinrich Mohrmann, dem sie „allein und eigenthümlich“ gehörte. Von 1838 bis 1851 besaß Conrad E. Warnecke das Schiff. Von 1852 bis 1853 und von 1855 bis 1857 fuhr es für die „Grönlandsche A.G.“.
Von 1839 bis 1854 war Mehlen Kapitän des Schiffes De(r) junge Conrad, ein Vollschiff von 158 Kommerzlasten.  Es trug die Flaggennummer 188 und hatte 53 bis 62 Mann Besatzung. Das Schiff war 1826 gebaut und zuerst als dänische Fregatte eingesetzt worden. Von 1839 bis 1854 ging Mehlen für Conrad Warnecke auf Walfang. Otto Mehlen nahm seinen Sohn Nikolaus schon als Schuljunge ab 1854 auf diesem Schiff mit ins Eismeer.
Mehlen fuhr ein Mal pro Jahr in nördliche Gewässer. So zum Beispiel verließ er am 19. März 1841 den Hamburger Hafen und traf am 25. Juli wieder ein. Im Jahr 1842 verließ „Der Junge Conrad“ am 6. März den Hamburger Hafen und passierte Cuxhaven am 16. Juli mit 7300 (erlegten) Robben an Bord.
Im August 1844 war Mehlen von einer Grönland-Fahrt nach Hamburg zurückgekehrt. An Bord hatte er einen lebenden Eisbär, den er in Grönland gefangen und anschließend an Eduard Nelson Guy verkauft hatte. Er war Tierhändler in Hamburg. Der Eisbär konnte auf dem Spielbudenplatz neben dem Circus Gymnasticus besichtigt werden.
Otto Mehlen hatte einen Bruder (nach anderen Quellen einen Sohn) gleichen Namens gehabt, denn in verschiedenen Logbüchern taucht mehrmals ein zweiter Otto Mehlen von Uetersen auf, der 1835 als Steuermann auf dem Walfänger Aeolus fuhr und 1838 als Speckschneider auf der Hoffnung tätig war. Dieser zweite Otto Mehlen wurde später Kommandeur, denn das Journal des Walfängers Flora aus Elmshorn berichtet 1854 mehrmals: „13. May … wir sahen die beiden Mehlen.“ — „22. May … Es waten die beiden O. Mehlens hier am Bord.“

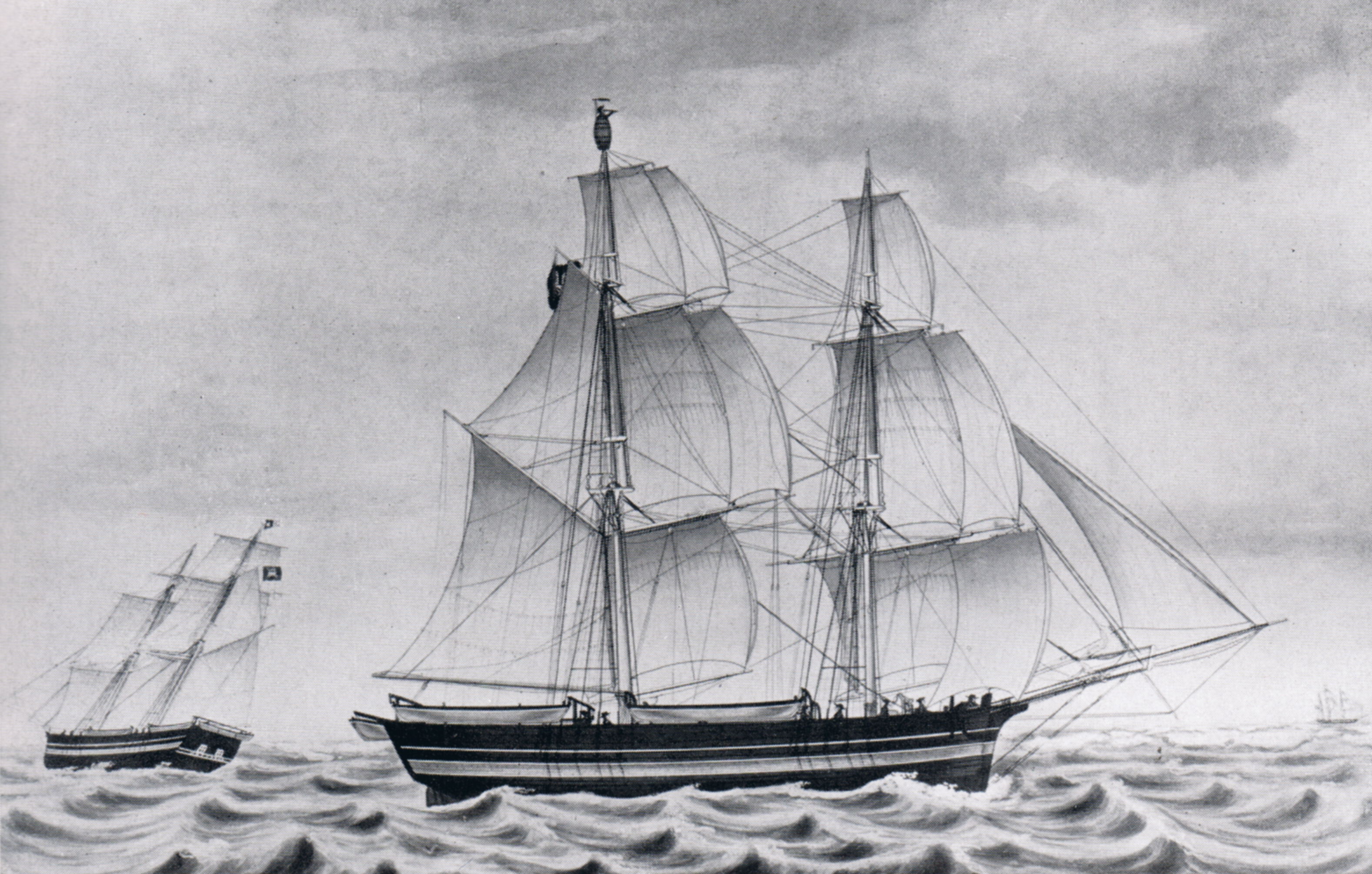
Die Hoffnung im Eismeer, Aquarell aus dem Jahr 1845
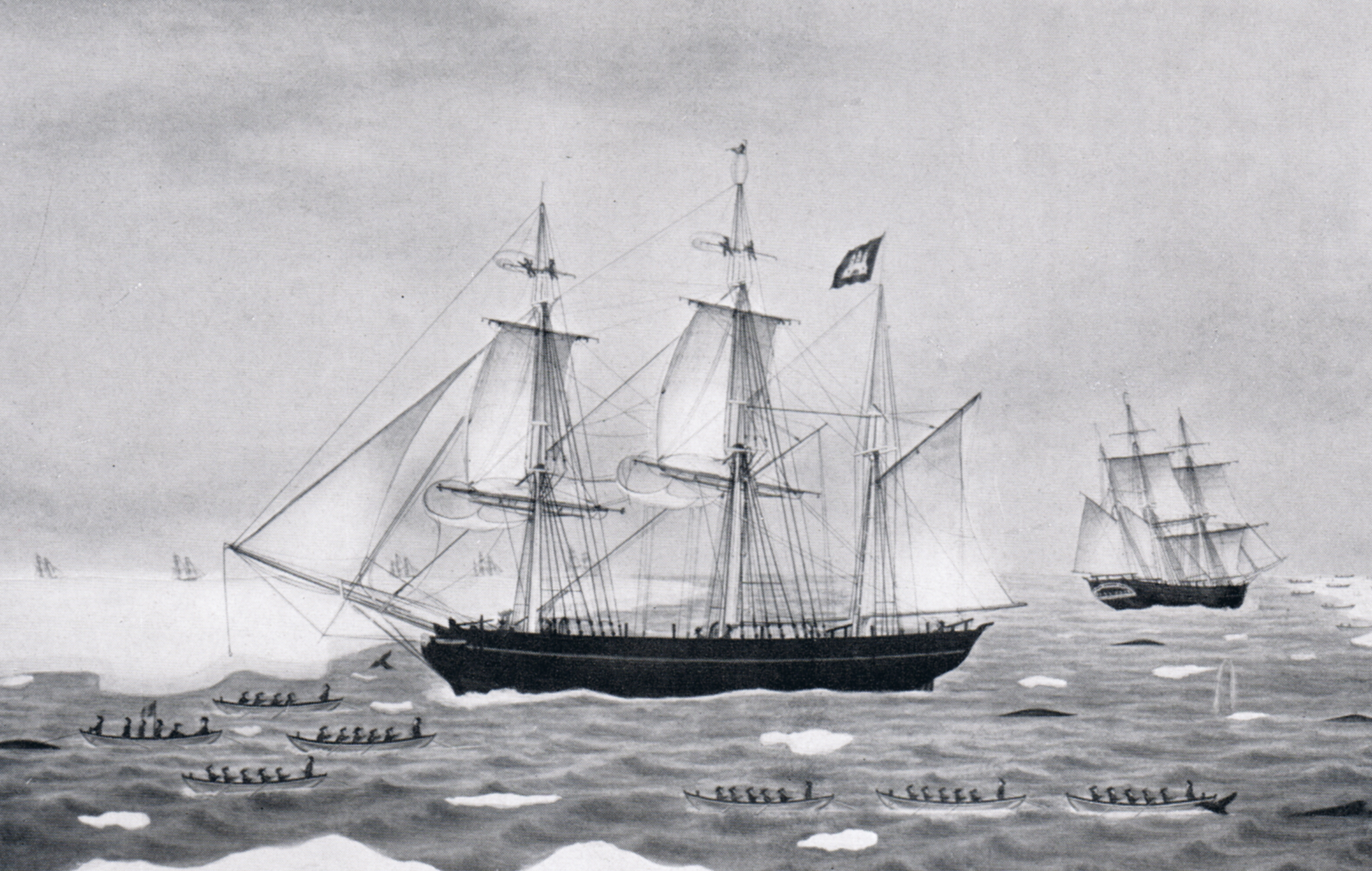
De(r) junge Conrad auf hoher See, Aquarell aus dem Jahr 1845